# Sarcophaga subharpax
Sarcophaga subharpax är en tvåvingeart som först beskrevs av Boris Borisovitsch Rohdendorf 1969.  Sarcophaga subharpax ingår i släktet Sarcophaga och familjen köttflugor. Inga underarter finns listade i Catalogue of Life.